# ستيفان كامبل
ستيفان كامبل (بالإنجليزية: Stephan Campbell)‏ (26 أغسطس 1990 في ترينيداد وتوباغو - ) هو لاعب كرة قدم ترينيداد وتوباغو في مركز الوسط. شارك مع منتخب ترينيداد وتوباغو تحت 17 سنة لكرة القدم. أما مع النوادي، فقد لعب مع أورلاندو سيتي وUnited Petrotrin F.C. ‏ وAustin Aztex FC ‏.

## وصلات خارجية
- ستيفان كامبل على موقع قاعدة بيانات كرة القدم.إي يو (الإنجليزية)
- ستيفان كامبل على موقع Soccerway.com (الإنجليزية)